# Трофимчук Олександр Миколайович
Олександр Миколайович Трофимчук (народився 1 вересня 1955 у місті Рівне) — український вчений у галузі механіки та інформатики, доктор технічних наук (2000), професор (2005), член-кореспондент Національної академії наук України (2012), лауреат Державної премії України в галузі науки і техніки (2005), лауреат Державної премії України в галузі освіти (2017), Заслужений діяч науки і техніки України (2015).

## Освіта та наукові ступені
- 1977 — закінчив Український інститут інженерів водного господарства, гідротехнічний факультет.
- 1982 — захистив кандидатську дисертацію,
- 1999 — захистив докторську дисертацію на тему «Динаміка пористих пружних та пружнопластичних ґрунтів, що насичені рідиною».

## Кар'єра
- аспірант (1977—1980), молодший науковий співробітник (1980—1984), старший науковий співробітник (1984—1998) Інституту гідромеханіки Академії наук УРСР,
- 1998—2004 — заступник директора з наукової роботи, виконувач обов'язків директора Українського інституту досліджень навколишнього середовища і ресурсів при Раді національної безпеки і оборони України (2003—2004),
- 2004—2015 — заступник директора з наукової роботи Інституту телекомунікацій і глобального інформаційного простору НАН України.
- 2016 — директор Інституту телекомунікацій і глобального інформаційного простору НАН України.

## Наукові дослідження
О. М. Трофимчук запропонував методи проектування інформаційних систем підтримки прийняття рішень (СППР) — ефективного інструменту для прогнозування фінансово-економічних процесів, екологічного стану територій, зокрема, на основі структурно-параметричної адаптації моделей. Розробив інформаційно-аналітичні системи оцінювання економічних ситуацій, в системах аналізу даних застосовував мережі Байєса.
Розробив методологію моделювання та проектування багатопродуктових комунікаційних мереж з дрібнопартіонними дискретними потоками, що включає понятійний базис, концепції, принципи, математичні моделі, теоретичні методи, алгоритми, технології, методики, схеми і сценарії, націлені на адаптивне використання ресурсного потенціалу мереж при заданих обмеженнях.
Створені математичні і геоінформаційні моделі поверхневого і ґрунтового стоку води на території водозбору та розроблені чисельні методи для розв'язання початково-крайових і варіаційних задач для цих моделей.
Під керуванням О. М. Трофимчука створені і впроваджені автоматизована інформаційна система «Єдиний державний реєстр фізичних та юридичних осіб-підприємців» (Держкомпідприємництва, 2004—2005 рр.), система інформаційно-аналітичного забезпечення та раціонального природокористування (в 12 обласних державних адміністраціях України, 2006—2011рр), інтелектуальна автоматизована інформаційно-аналітична система супроводження бюджетного процесу (Комітет з питань бюджету Верховної Ради України, 2007—2011 рр.), інформаційна система «Електронний парламент України» (Верховна Рада України, 2011—2014 рр.).
Розробив математичні моделі динаміки насичених пористих середовищ і на їх основі теоретично та експериментально встановив закономірності розповсюдження хвиль, явищ дилатансії та розрідження ґрунтів. Створив динамічні моделі та методи розв'язання задач сейсмостійкості споруд при урахуванні їхньої взаємодії зі складними ґрунтовими основами.
О. М. Трофимчук започаткував базис нового напрямку використання географічних інформаційних систем (ГІС), дистанційного зондування Землі (ДЗЗ) в геоекології, при аналізі природно-ресурсного потенціалу, оптимізації забруднення поверхневих вод, ґрунтів і атмосфери, моделювання глобальних біосферних процесів, прогнозу геофізичних подій, зокрема, геологічних та екологічних аспектів зниження зсувонебезпеки. На IV Світовому форумі зі зсувів (Любляна, Словенія) Інститут телекомунікацій і глобального інформаційного простору НАН України отримав сертифікат визначного світового центру (World Centre of Excellence) по зниженню зсувонебезпеки на 2017—2020 рр. Дослідження Олександра Миколайовича знайшли впровадження в будівництві і проектуванні, зокрема, при аналізі динаміки об'єкта «Укриття» Чорнобильської АЕС, атомних електростанцій Хурагуа (Куба), Белене (Болгарія), при проектуванні морських гравітаційних платформ, гідротехнічних споруд, складанні природоохоронних карт і атласів областей України. За участі О. М. Трофимчука розроблені і видані державні будівельні норми з будівництва у сейсмічних районах України, науково-технічного моніторингу будівель і споруд та щодо інженерного захисту територій, будівель і споруд без зсувів та обвалів.
Значимі наукові результати О. М. Трофимчука були реалізовані в процесі керування ним великими міжнародними проектами: розвитку управління навколишнім середовищем в Україні (район басейну р. Дніпро) (1994—2003 рр., Канада), зі створення Українського центру менеджменту Землі і ресурсів (1999—2004 рр., США), європейські проекти INTAS (2000—2003 рр.), TEMPUS (2012—2015 рр.), проекти Міжнародного консорціуму зі зсувів, членом правління якого він є (2009 — теперішній час). В рамках виконання програми українсько-канадського співробітництва на основі ДЗЗ та ГІС-технологій створено унікальну регіональну інформаційну систему екологічного менеджменту.
О. М. Трофимчук є членом редакційних рад ряду журналів і збірників, головний редактор збірника наукових праць «Екологічна безпека та природокористування».
З 2015 року О. М. Трофимчук бере активну участь в спеціальній тематиці. За завданнями Ради національної безпеки і оборони України розв'язуються задачі ситуаційного управління, визначаються індикатори оцінювання рівня національного розвитку. В 2017 році під його керівництвом виконані роботи зі створення мультисервісної платформи з надання послуг спеціального зв'язку (Держспецзв'язок України) та сегменту тематичної обробки даних дистанційного зондування Землі в інтересах безпеки і оборони України (Державне космічне агентство України).
Індекс Хірша (h-індекс): Google Scholar — 27, Scopus — 17.

## Публікації
Має понад 500 наукових праць, підготовлених особисто та у співавторстві.
Є членом редколегій низки журналів і збірників, головним редактором збірника наукових праць «Екологічна безпека та природокористування».

## Педагогічна діяльність
О. М. Трофимчук веде велику педагогічну роботу. Створив наукову школу з інформаційних технологій та математичного моделювання в геоекології, підготував 12 докторів наук, 16 кандидатів наук та 1 доктора філософії, нині керує роботою цілої низки аспірантів і докторантів.
З 2002 року він — професор Київського національного університету будівництва і архітектури за сумісництвом.
Підготував 12 докторів, 16 кандидатів наук та 1 доктора філософії.
Входить до складу двох спеціалізованих вчених рад на здобуття вченого ступеня доктора наук.

## Науково-громадська діяльність
Є членом:
- Секції раціональне природокористування Комітету з державних премій України в галузі науки і техніки,
- Національного комітету України з теоретичної і прикладної механіки,
- Міжнародного консорціуму зі зсувів,
- Дійсний член Академії будівництва України.

## Відзнаки
- 2005 — у складі авторського колективу удостоєний Державної премії України в галузі науки і техніки за роботу «Розв'язання проблем раціонального природокористування методами аерокосмічного зондування Землі та моделювання геодинамічних процесів».
- 2015 — удостоєний почесного звання «Заслужений діяч науки і техніки України».
- 2017 — у складі авторського колективу удостоєний Державної премії України в галузі освіти за наукову роботу "Науково-освітній портал «Тарас Григорович Шевченко».
- 2020 — Орден «За заслуги» ІІІ ступеня[2].

Нагороджений Почесними грамотами Кабінету Міністрів та Верховної Ради України (2005), премією ім. В. С. Михалевича НАН України (2015), медаллю «За жертовність і любов до України» (2015) та орденом Святого Миколая Чудотворця (2016) Української православної церкви.